# Egschiglen

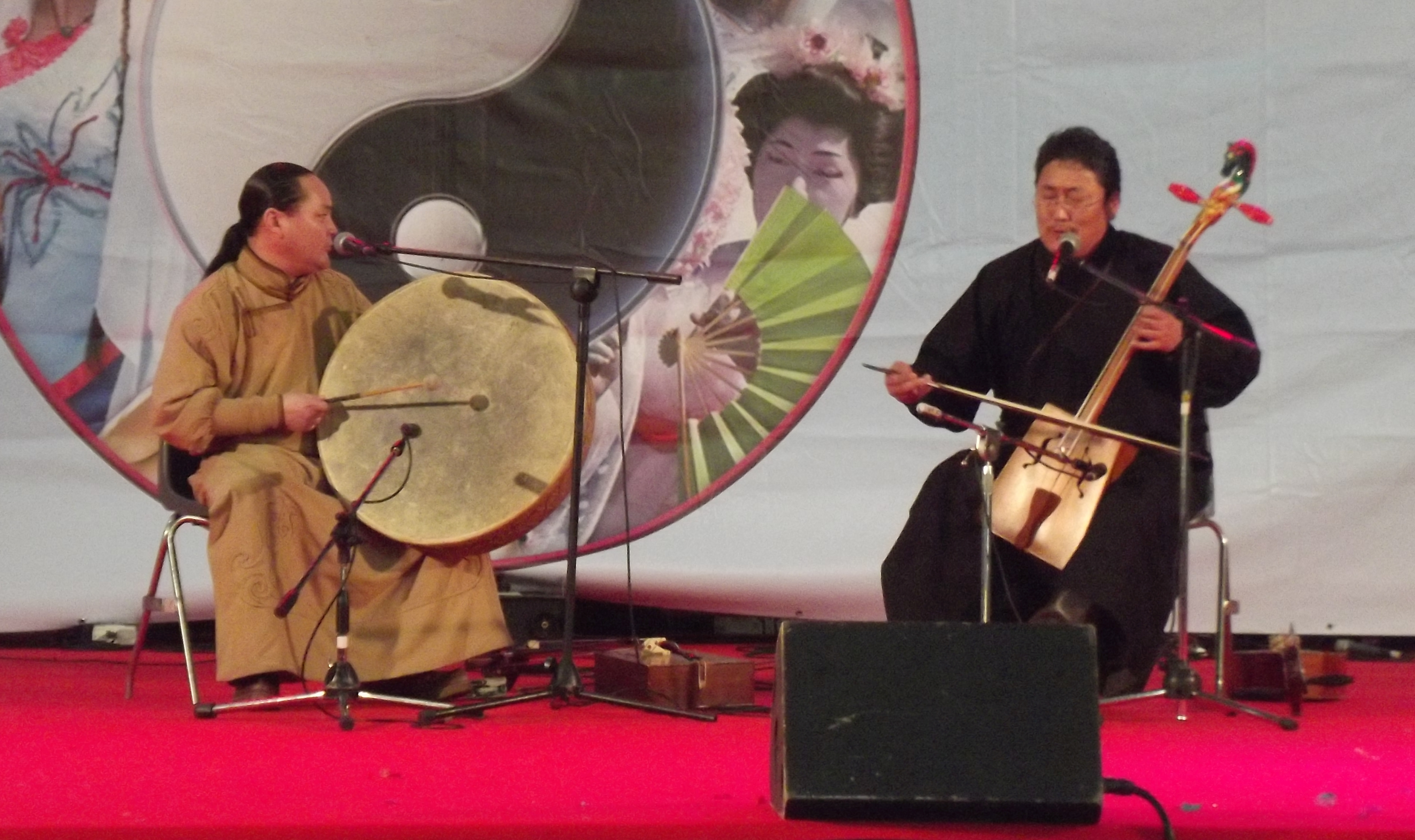
Egschiglen (Turyn, 2015).

Egschiglen (pol. Piękna Melodia) – mongolski zespół folkowy założony w 1991. Wydał trzy albumy: "Sounds of Mongolia", "Gobi" i "Zazal".